# Cenchrus clandestinus
Cet article concerne l'espèce de gazon dite Kikuyu. Pour les autres significations, voir Kikuyu.
Espèce
Classification phylogénétique
Synonymes
- Kikuyuochloa clandestina (Hochst. ex Chiov.) H.Scholz
- Pennisetum clandestinum Hochst. ex Chiov.
- Pennisetum longistylum var. clandestinum (Hochst. ex Chiov.) Leeke

Cenchrus clandestinus ou Pennisetum clandestinum (ancienne dénomination), le kikuyu (prononcer « kikouyou »), est une espèce de plante vivace de la famille des Poaceae (Graminées). Originaire d'Afrique centrale, elle est très utilisée comme gazon dans la région méditerranéenne.

## Dénomination et habitat
Il est originaire des tropiques de basse altitude d'Afrique de l'Est, du Kenya et des environs, où il pousse mieux dans la chaleur humide, comme les zones côtières humides.
Le kikuyu tire son nom en référence aux Kikuyus, la tribu la plus importante du Kenya.
On le trouve dans les sols sablonneux. L’espèce préfère les zones humides et se naturalise fréquemment après avoir été introduite en tant qu’espèce exotique cultivée.

## Description
La plante rhizomateuse s'étend grâce à ses stolons qui couvrent le sol en ne laissant aucune place aux adventices. Sa croissance n'est pas très rapide. Ses feuilles sont persistantes, vert vif, linéaires, plates et peuvent atteindre jusqu'à 40 cm de long. Elles poussent sur les tiges rampantes, légèrement velues. Il atteint une hauteur comprise entre 70 et 150 mm.
La floraison est insignifiante, parfois inexistante ou passant inaperçue durant l'été. Les épis sont petits et produisent des graines peu nombreuses et difficiles à récolter. 
D'origine tropicale, il a besoin de températures estivales élevées pour bien se développer.

## Utilisation comme gazon

### Avantages
- Il forme de puissants rhizomes et ses tiges rampantes constituent un tapis dense et vert[1].
- Il résiste bien au piétinement.
- Cenchrus clandestinus est bien adapté en bordure de mer et supporte les embruns salés.

### Inconvénients
- La pousse du kikuyu est lente la première année, ce qui permet le développement de mauvaises herbes, mais une fois installé il occupe la totalité du terrain et devient envahissant. Lors de l'implantation il peut être mélangé avec des graines de fétuque rouge demi-traçante pour mieux occuper le terrain.
- Il résiste mal au froids hivernaux. Ses rhizomes sont détruits à -9° et son feuillage blanchit à partir de -2°  ce qui lui donne une apparence de paille séchée[3].
- Il ne supporte pas les tontes trop rases ou fréquentes
- Son feuillage est très grossier
- Il peut devenir trop envahissant quand il se plait sur un terrain.

## Galerie

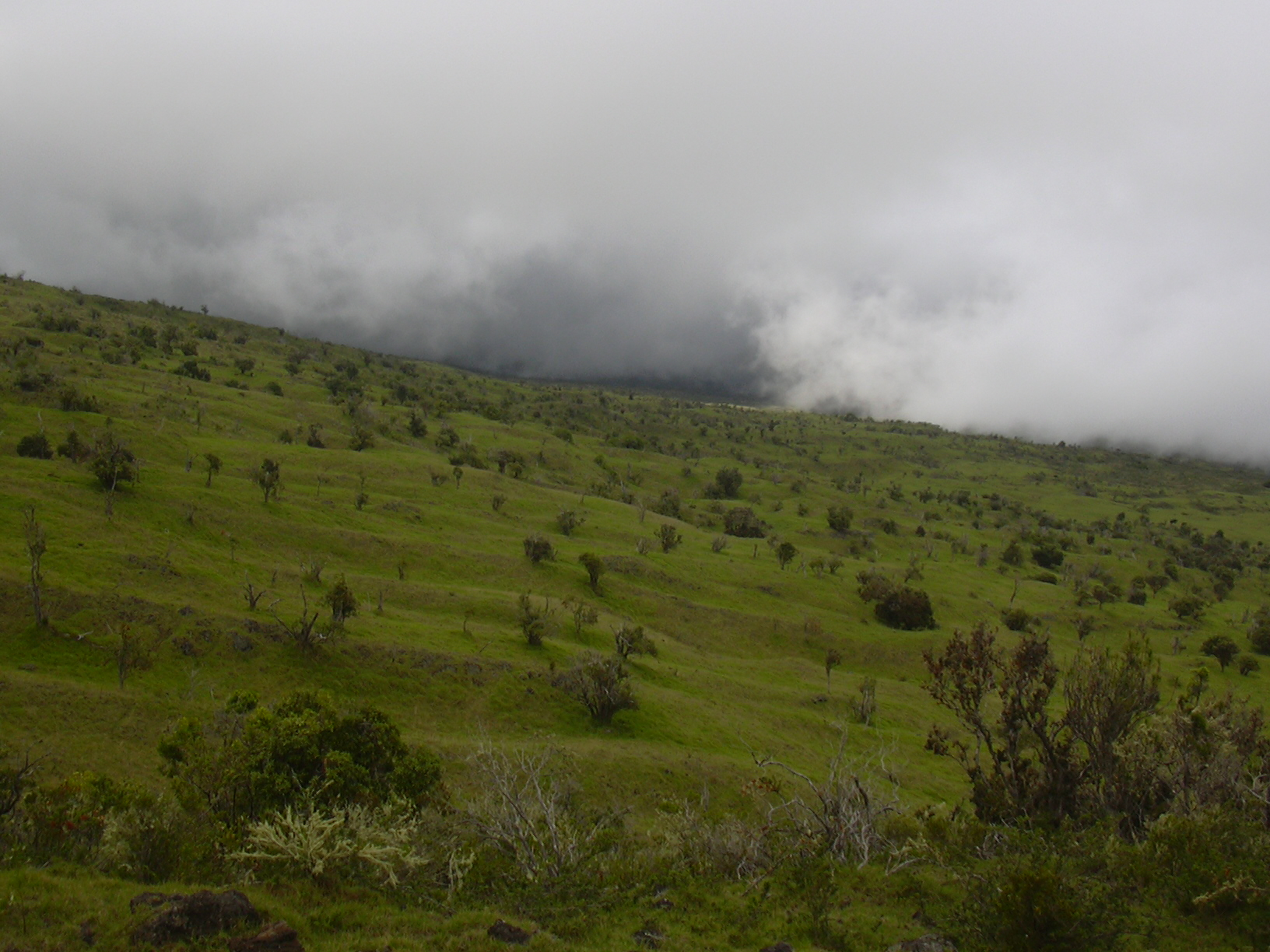
Prairie de l'île de Maui (Hawaï)
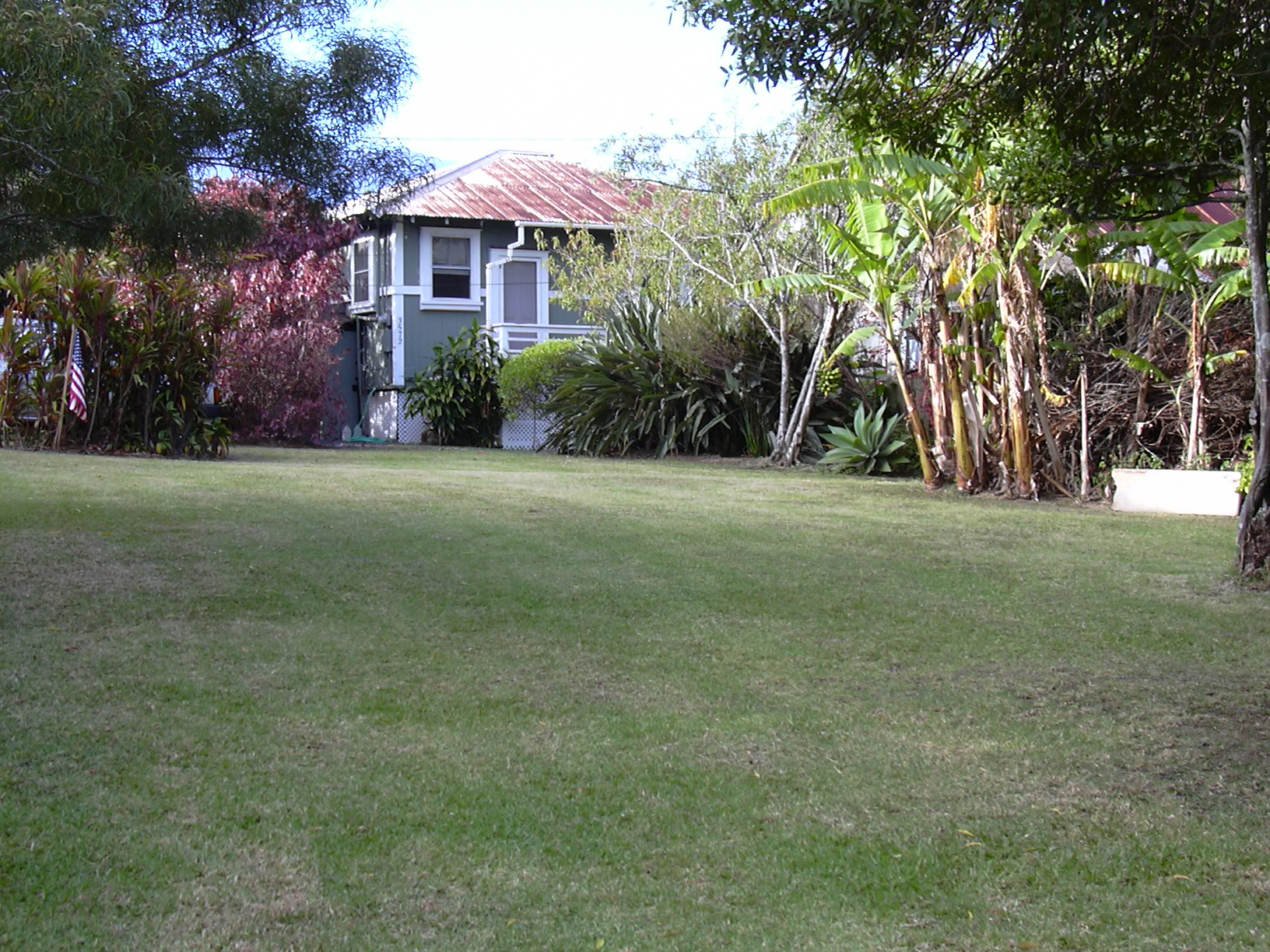
Gazon dans l'île de Maui (Hawaï)
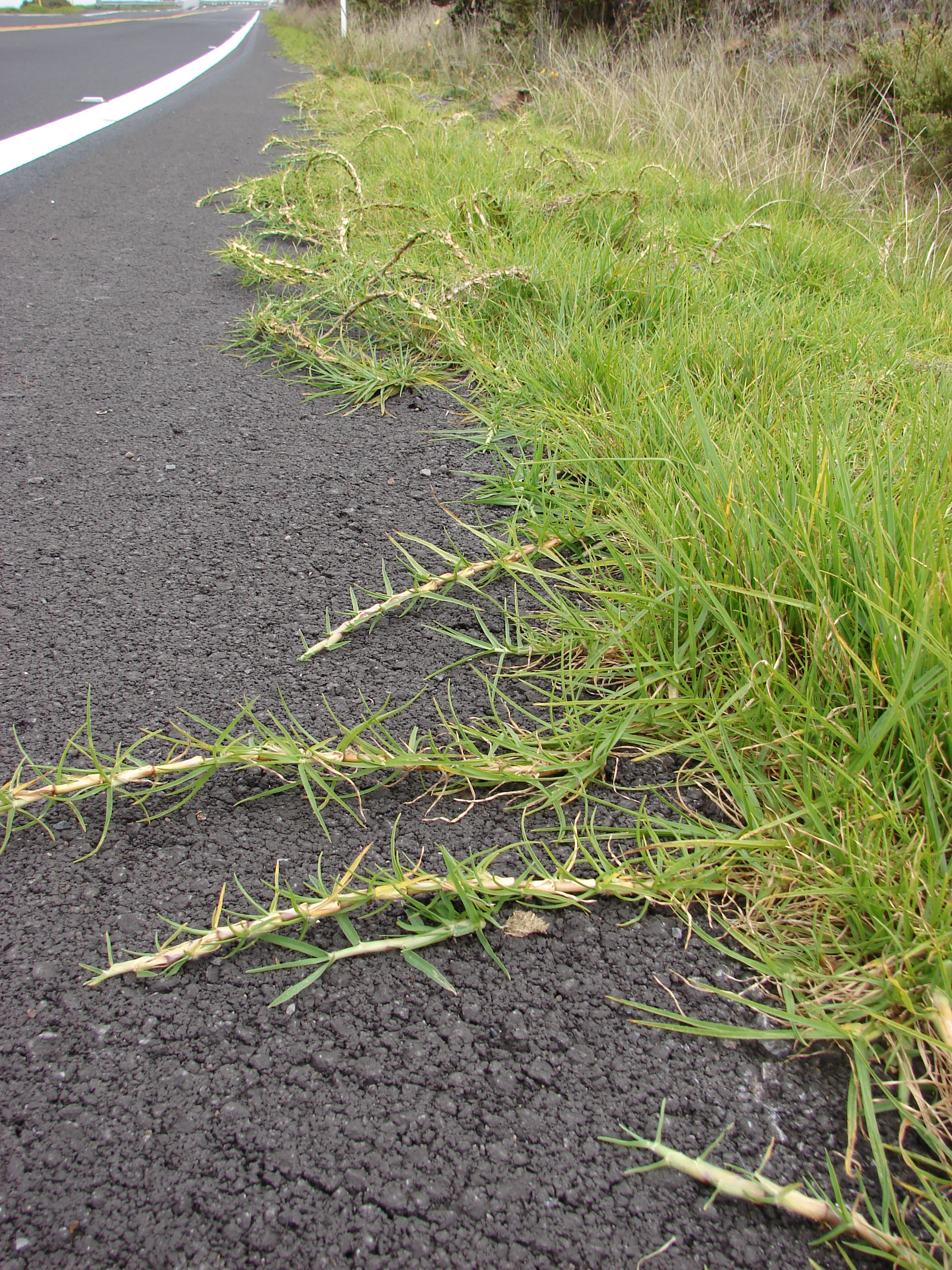
Stolon
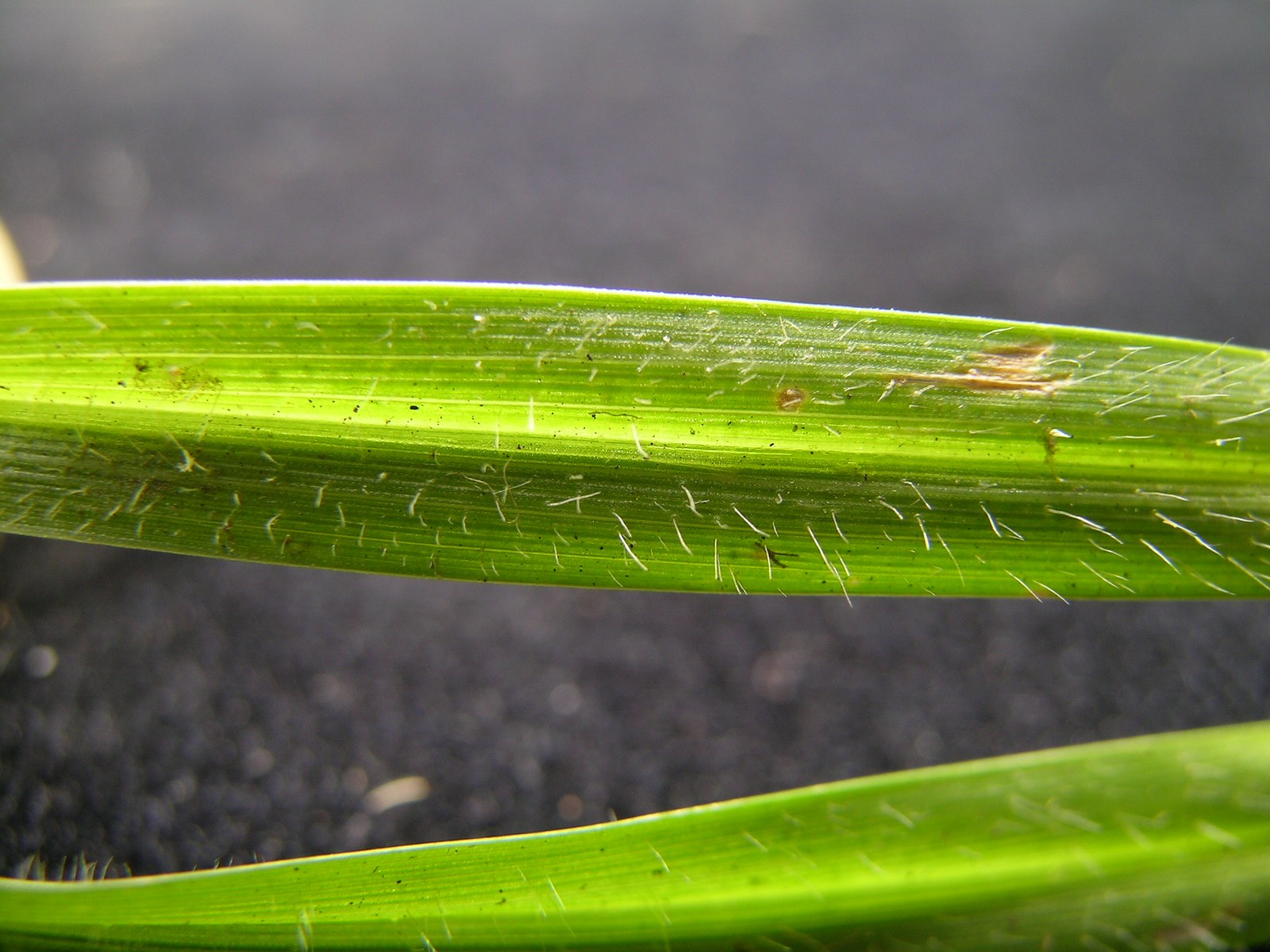
Feuille
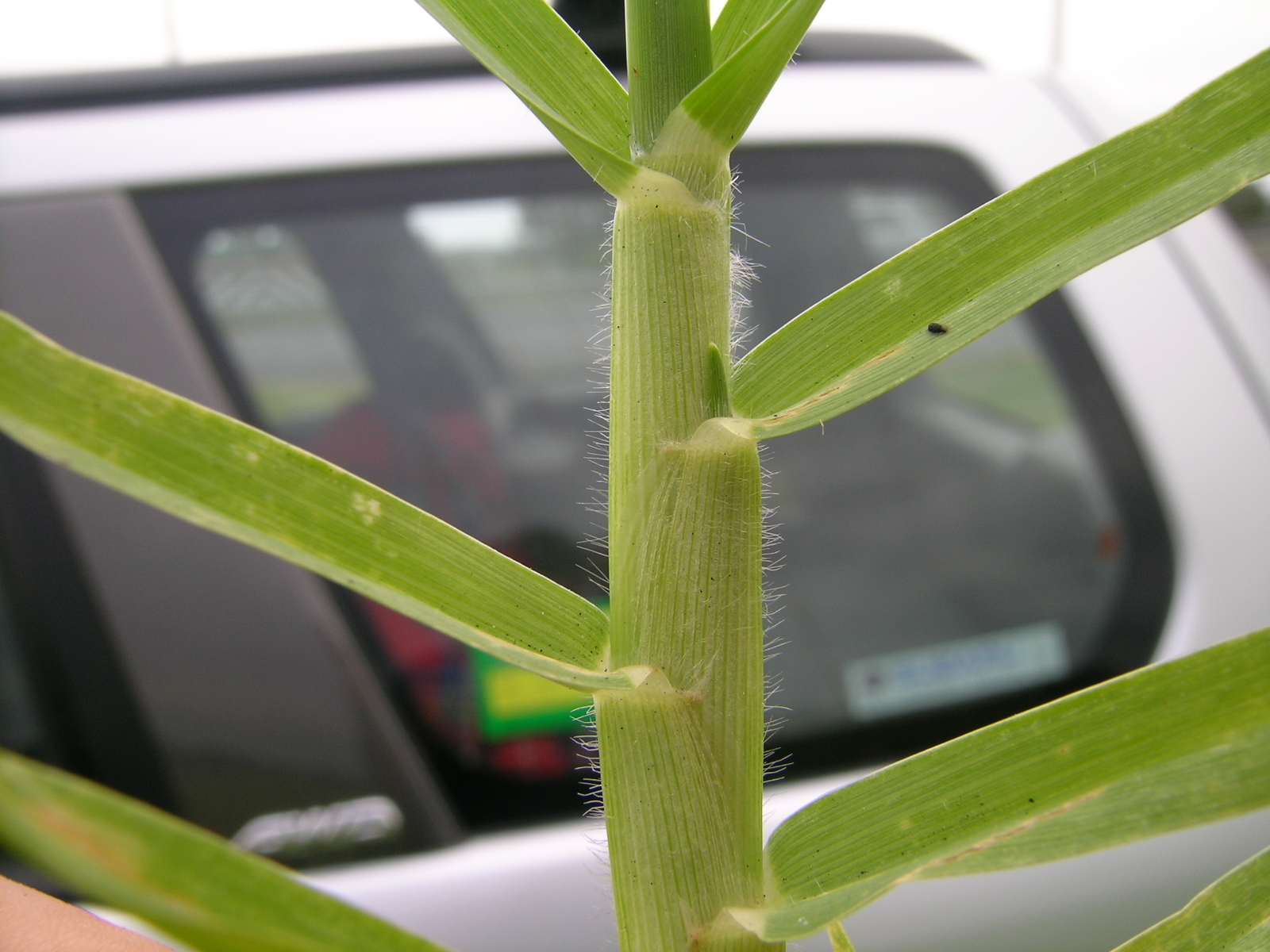
Tige
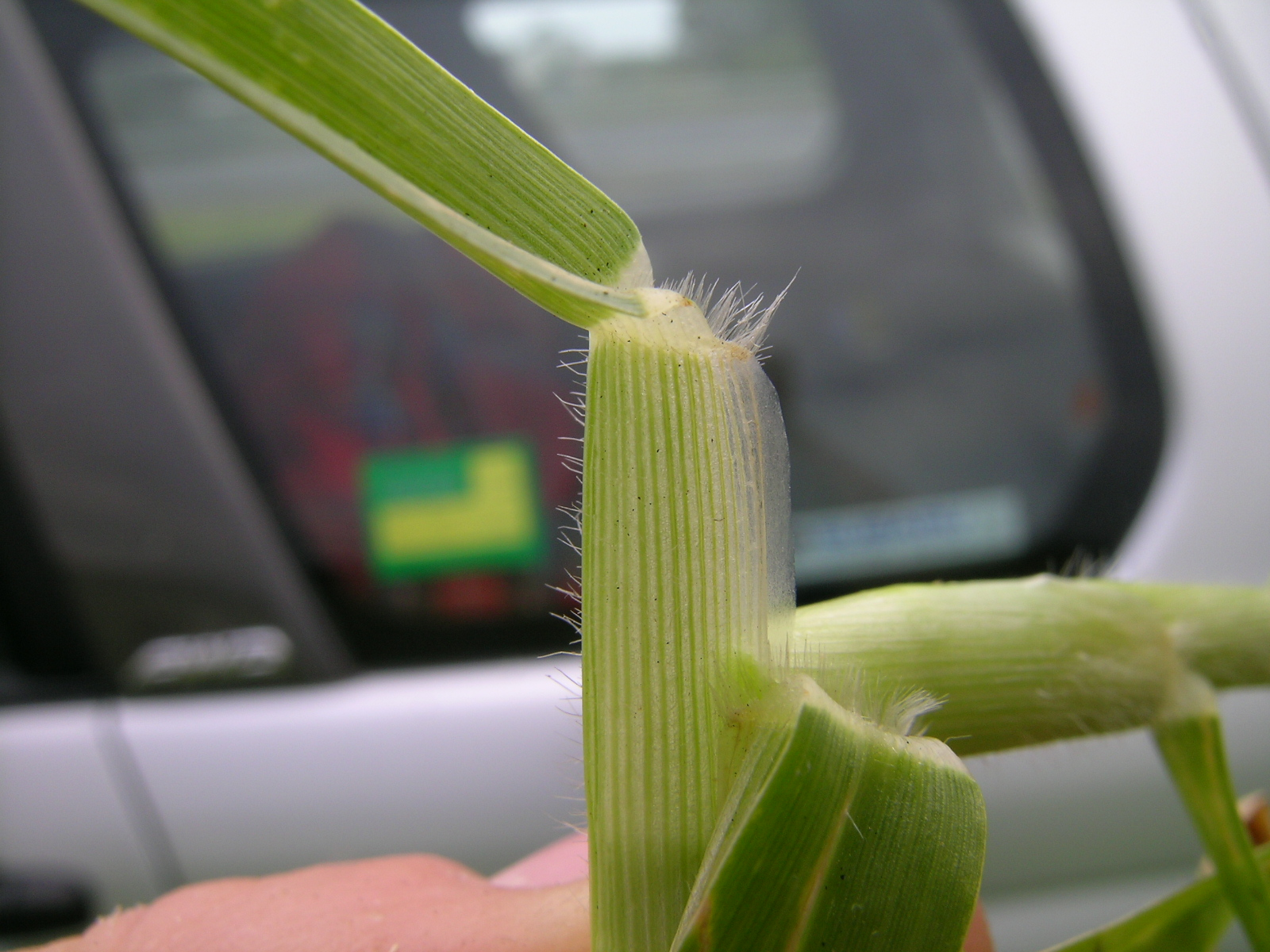
Ligule